# Arici
Ariciul este un mamifer mic, nocturn, omnivor. 

## Descrierea speciei
Ariciul este un mamifer mic care aparține ordinului insectivorelor, având o lungime a corpului de până la 33 de cm. Greutatea variază de la 800-1200g, în dependență de specie. Ei au membre mici și puternice, membrele posterioare fiind puțin mai mari și mai musculoase ca cele anterioare. Membrele au câte 5 degete, unde primul și ultimul deget sunt mai mici în comparație cu celelalte degete și nu au gheare. Au niște ochi mici și o ureche externă slab dezvoltată. Au un bot mic și ascuțit, cu o acuitate olfactivă foarte dezvoltată. Partea dorsală și laterală a corpului este acoperită cu niște ace lungi și ascuțite, alcătuite din cheratină și având o lungime de 10-20 de mm. Pe corpul unui arici pot fi până la 15.000 de astfel de ace. Se deosebesc, în Europa, după ariile de răspândire predominantă, în est Erinaceus concolor (cel întâlnit și în România), iar în vest Erinaceus europeus. Poate mușca atunci când se simte în pericol.

## Reproducerea
Aricii se reproduc în sezonul cald, adică din mai până în august. Perioada de gestație durează 35-55 zile. De obicei se nasc 2-9 pui.

## Hrana
Anterior clasificați în ordinul Insectivora, aricii sunt totuși mamifere omnivore. Ei mănâncă insecte, melci, broaște, șerpi, ouă de păsări, hoituri de animale, ciuperci, rădăcini ale unor ierburi, fructe de pădure, pepeni verzi și pepeni galbeni.

## Arealul de răspândire
Aricii pot fi găsiți în grădini, stepe, silvostepe, savane, păduri rare și, uneori, pe terenuri cultivate. Ei sunt prezenți în zonele temperate și calde din Europa, în Africa (în afară de Sahara) și în zonele temperate și calde ale Asiei (în afară de peninsula Indochina). În secolul al XIX-lea în Noua Zeelandă a fost introdus cu succes ariciul european.

## Clasificarea
După University of Michigan Museum of Zoology
- Regnul Animalia
  - Eumetazoa
    - Bilateria
      - Deuterostomia
        - Încrengătura Chordata
          - Craniata
            - Subîncrengătura Vertebrata
              - Supraclasa Gnathostomata 
                - Euteleostomi 
                  - Clasa Sarcopterygii 
                    - Tetrapoda 
                      - Amniota 
                        - Synapsida 
                          - Clasa Mammalia 
                            - Subclasa Theria 
                              - Infraclasa Eutheria 
                                - Ordinul Erinaceomorpha
                                  - Familia Erinaceidae 
                                    - Subfamilia Erinaceinae
                                      - Genul Atelerix
                                      - Genul Erinaceus
                                      - Genul Hemiechinus
                                      - Genul Mesechinus
                                      - Genul Paraechinus